# Pronto Airways
Pronto Airways LP, действующая как Pronto Airways — канадская авиакомпания местного значения со штаб-квартирой в городе Саскатун, провинция Саскачеван, выполняющая регулярные пассажирские, чартерные и грузовые авиаперевозки по небольшим аэропортам провинции.
Портом приписки авиакомпании и её главным транзитным узлом (хабом) является Аэропорт Принс-Элберт (Гласс-Филд), основным пунктом назначения — Международный аэропорт Саскатун имени Джона Дж. Дифенбейкера.
Авиакомпания входит в состав авиационного холдинга West Wind Aviation.

## История
Pronto Airways LP была образована в начале 2006 года и начала коммерческие авиаперевозки 1 февраля того же года с выполнения регулярных пассажирских рейсов из города Принс-Элберт и населённые пункты Пойнт-Норт, Вулластон-Лейк и Ля-Ронж.
15 марта 2006 года в маршрутную сеть авиакомпании добавились аэропорты городов Саскатун и Стоуни-Рапидс.

## Маршрутная сеть
По состоянию на 30 июня 2009 года маршрутная сеть авиакомпании Pronto Airways включала в себя следующие аэропорты:
- Нунавут[5]
  - Бейкер-Лейк — Аэропорт Бейкер-Лейк
  - Рэнкин-Инлет — Аэропорт Рэнкин-Инлет
- Саскачеван
  - Пойнт-Норт — Аэропорт Пойнт-Норт
  - Принс-Элберт — Аэропорт Принс-Элберт (Гласс-Филд)
  - Саскатун — Международный аэропорт Саскатун имени Джона Дж. Дифенбейкера
  - Стоуни-Рапидс — Аэропорт Стоуни-Рапидс
  - Ураниум-Сити — Аэропорт Ураниум-Сити
  - Вулластон-Лейк — Аэропорт Вулластон-Лейк
  - Реджайна — Международный аэропорт Реджайна

## Флот
По данным официального сайта авиакомпании в марте 2010 года воздушный флот Pronto Airways составляли следующие самолёты:
- 2 Beechcraft 1900[6] (регистрационные номера C-GPRT и C-GPRZ)